# Tsar Tank
Tsar Tank, também conhecido como Netopyr (Нетопырь) ou Lebedenko Tank, era um incomum veículo blindado desenvolvido pelo Exército Russo entre 1914 e 1915. O projeto foi abandonado devido ao alto custo (250.000 rublos) e depois que os testes iniciais provaram que o veículo era muito vulnerável ao fogo de artilharia.
O que distinguia este veículo dos tanques modernos era o seu design - um triciclo -, e o fato de não usar lagartas e sim pneumáticos como rodas. As duas rodas dianteiras tinham aproximadamente 9 metros de diâmetro, ao passo que a traseira, bem menor, media apenas 1,5 metro. O tanque pesava 40 toneladas, e alcançava 17 km/h, uma marca impressionante para a época. Possuía um canhão de 150 mm, sendo que armas adicionais poderiam ser dispostas na parte inferior do veículo.